# Verbascum cystolithicum
Espèce
Synonymes
- Celsia cystolithica Pett.[1] [2]

Statut de conservation UICN

 EN B1ab(ii)+2ab(ii) : En danger
Verbascum cystolithicum est une espèce de plantes à fleurs de la famille des Scrophulariaceae. C'est une espèce endémique du Cap-Vert, que l'on ne trouve qu'à l'île de Fogo, sur les coulées de lave de la Chã das Caldeiras ou sur la Bordeira qui l'entoure. 
Localement, comme Phagnalon melanoleucum et Tolpis farinulosa, elle est connue sous le nom de « Mato-Branco ».